# Nasva (Saaremaa)
Nasva is een plaats in de Estlandse gemeente Saaremaa, provincie Saaremaa. De plaats heeft de status van vlek (Estisch: alevik).
Tot in december 2014 behoorde Nasva tot de gemeente Kaarma, tot in oktober 2017 tot de gemeente Lääne-Saare en sindsdien tot de fusiegemeente Saaremaa.

## Bevolking
De plaats had 340 inwoners op 31 december 2011 en 342 inwoners op 31 december 2021.

## Ligging
Nasva ligt aan de zuidkust van het eiland Saaremaa, ten westen van de provinciehoofdstad Kuressaare. De rivier Nasva mondt bij Nasva in de Oostzee uit. In de monding ligt de haven van Nasva. Ten noorden van Nasva ligt een merengebied, dat rijk is aan vogelsoorten.
De Tugimaantee 77, de secundaire weg van Kuressaare naar Sääre, loopt door Narva. De Tugimaantee 76, de ringweg om Kuressaare, komt op de grens van Nasva en Laheküla uit op de Tugimaantee 77.

## Geschiedenis
Nasva werd voor het eerst genoemd in 1759 onder de Duitse naam Naswa. Het dorp begon te groeien in de tweede helft van de 19e eeuw. In 1898 kreeg de plaats een scheepswerf. In 1980 werd de haven vernieuwd en kreeg Nasva een viskwekerij. Nasva heeft zowel een vissershaven als een jachthaven.
In 2010 kreeg de plaats de status van vlek (alevik).